# Gloria Cuesta
Gloria Cuesta Menéndez de la Granda (1911, La Felguera, Asturias, - 1987, Madrid) fue una piloto española.
En 1932 se convirtió en la tercera mujer de España en obtener el título de Aviación Civil y la primera de ellas que lo hizo estando casada. Obtuvo el título tras superar las pruebas en un avión Havillan de la mano del Capitán Álvarez Buylla. Formó parte del Real Aeroclub de Andalucía. Sus padres fueron el industrial Antonio Cuesta Lope y Salud Menéndez de la Granda. Se casó en 1931 con Manuel Presa Alonso, entonces Capitán del Arma de Aviación.

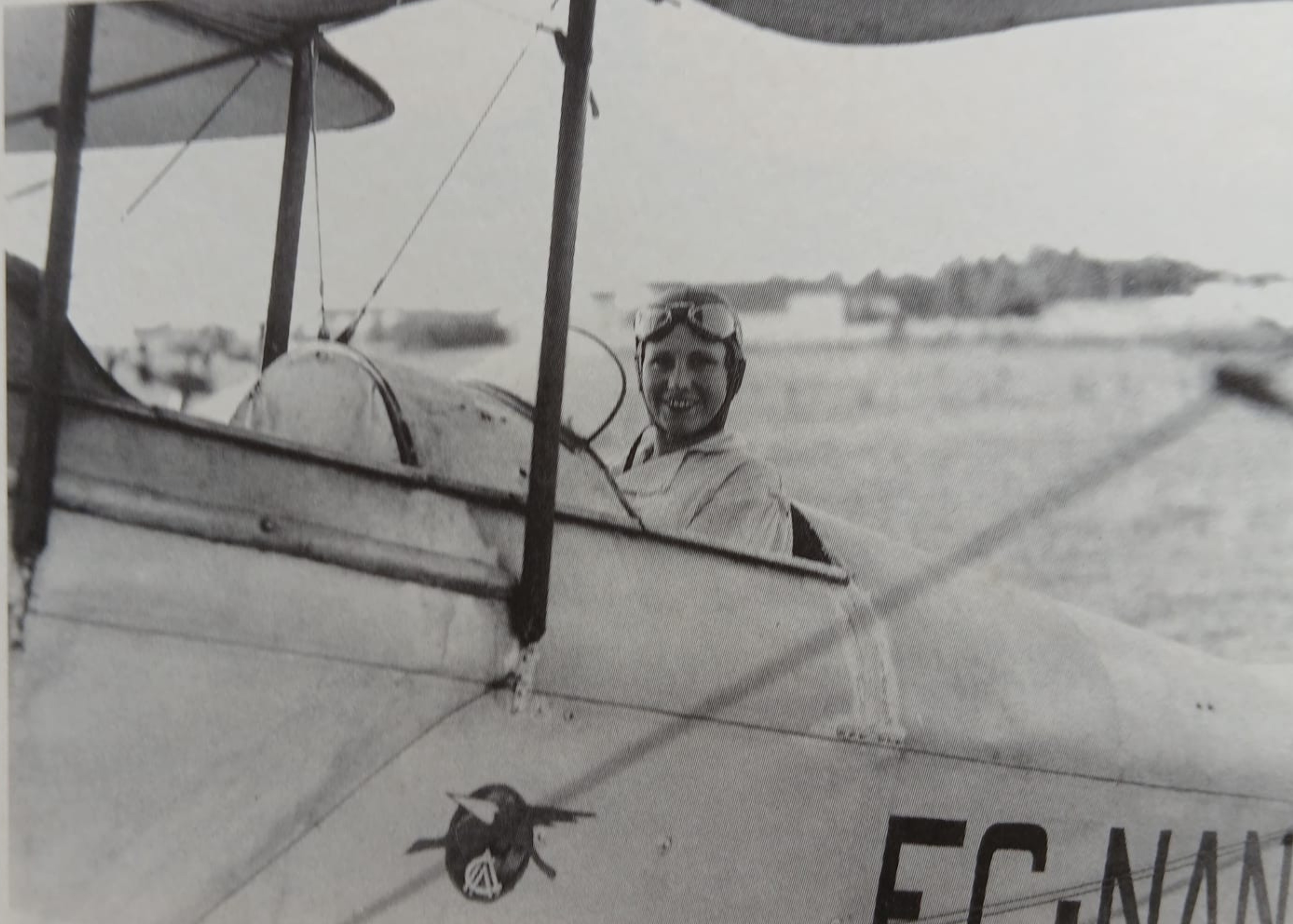
Gloria Cuesta primera piloto civil española